# 자유주의적 동성애 혐오
자유주의적 동성애 혐오(自由主義的同性愛嫌惡)는 동성애가 숨겨져 있어야 한다는 조건으로 그것을 용인하는 것을 말한다. 성적 다양성은 인정하지만 성소수자를 소외시키거나 과소평가하는 편견과 고정관념이 지속되는 동성애 혐오의 한 유형이다.

## 정의
자유주의적 동성애 혐오는 인간 관계와 섹슈얼리티를 사적인 문제로 이해하고, 따라서 공적인 영역에서 드러나지 않는 한 개인의 자유를 인정하는 관행에 기반한다. 그러나 성소수자 운동의 구성원들은 이성애자는 동성애자처럼 공개적으로 자신의 관계를 숨기도록 강요받지 않기 때문에 성적 지향은 본질적으로 공적인 문제라고 주장한다.
자유주의적 동성애 혐오는 성소수자 프라이드 퍼레이드, 학교, 직장 내 인식 개선 캠페인, 커밍아웃, 성별에 맞지 않는 매너리즘이나 복장 등 동성애가 공개되는 많은 영역에서 성소수자가 직면하는 차별을 고려하지 않고 표출되고 있다.
알베르토 미라나 다니엘 보릴로와 같은 저자들은 이것이 "예, 하지만..."으로 특징 지어지는 동성애 혐오의 한 유형이라고 본다. 동성애는 그것에 대해 침묵하고 이성애 중심적 정상성을 인정할 경우에만 용인된다. 그 규범을 위반하는 피해자, 또는 게토화, 활동가, 사상적 전향자로서의 행위는 거부된다. 미라는 다음과 같이 말한다.
 Es extraordinariamente simple: «sí, pero…». En esta estructura sintáctica se inserta cualquier tipo de enunciado: «los homosexuales son maravillosos y muy amigos míos pero deben abandonar la pluma; los homosexuales son personas como todos pero el exhibicionismo que manifiestan está fuera de lugar». Hay un límite que todavía cuesta superar: el de las imágenes positivas o la reivindicación.

 — 알베르토 미라, De Sodoma a Chueca
이것은 매우 간단하다: "예, 하지만...". 이 구문 구조에 모든 유형의 문장이 삽입된다: "동성애자는 훌륭하고 나의 좋은 친구이지만, 문란한 화려함을 버려야 한다; 동성애자도 다른 사람들과 같은 사람인데, 그들이 드러내는 노출 과시는 부적절하다." 여전히 극복해야 할 한계가 바로 긍정적인 이미지나 정상성인 것이다.

## 같이 보기
- 커밍아웃
- Don't ask, don't tell
- 트랜스포비아
- 게이프렌들리
- 퀴어베이팅